# Oletta (piève)
Pour l’article homonyme, voir Oletta.
Oletta est une ancienne piève de Corse. Située dans le nord-est de l'île, elle relevait de la province du Nebbio sur le plan civil et du diocèse de Nebbio sur le plan religieux.

## Géographie
Oletta se situe à l'ouest du Nebbio, au nord de l’En-Deçà-des-Monts, « pays » équivalent de l'actuel département de la Haute-Corse.
Les pièves voisines d'Oletta sont :
Au début du XVIe siècle, vers 1520, la pieve d'Oletta comptait environ 1 000 habitants et avait les lieux habités suivants :
- Oletta, Oletta
- le Bonemanaccie, hameau de Romanacce (Oletta) ruiné ;
- La Lecia,
- lo Saliceto
- le Memolacie,
- le Bochezampe,
- le Montagione,
- le Paganacie,
- lo Monticello, Monticello hameau de Poggio-d'Oletta
- le Livacie, Olivacce hameau de Poggio-d'Oletta ;
- lo Pogio, Poggio-d'Oletta
- la Costa, lieu-dit Coste (Poggio-d'Oletta) ;
- Grigogna, lieu-dit Gregogna (Poggio-d'Oletta) ;
- Cazalico, lieu-dit Casatico où se trouve l'église piévane San Quilico (Poggio-d'Oletta) ;
- Breghetta, lieu-dit Brietta Barbaggio, au nord de Casatico.

Au début du XVIIIe siècle, dans le rapport rédigé à la demande des autorités génoises, l'abbé Francesco Maria Accinelli a écrit : « Le Cinque Pieui del Nebbio, sono Patrimonio, Olmetta, Oletta, Farinole, S.Pietro, e S.Quilico. »

« Due ville Oletta propria, et il Poggio con 887.abitanti formano la Pieve di Oletta »

— Francesco Maria Accinelli in L’histoire de la Corse vue par un Génois du XVIIIe siècle, p. 223 de son manuscrit.
Et de préciser plus loin : « Provincia del Nebbio [...] Pieve di Oletta : Poggio di Oletta 290. Oletta 587 ».

## Histoire

### Moyen Âge

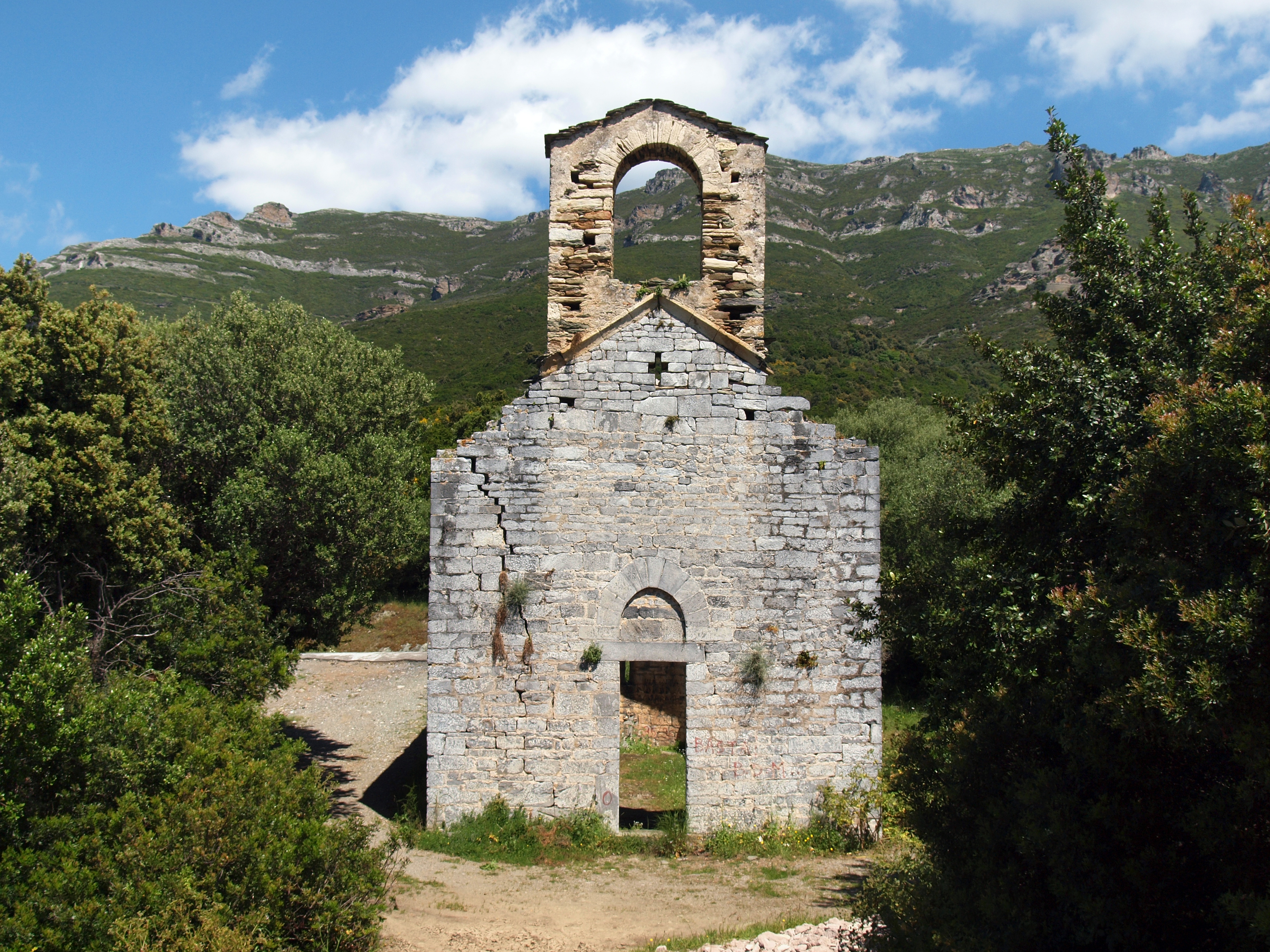
Chapelle San Quilico classée

Dans le Haut Moyen Âge, l'ensemble des structures civiles et religieuses subit d'importantes modifications en raison du dépeuplement causé surtout par l'occupation sarrasine, du IXe siècle au IXe siècle jusqu'en 1185 date de leur expulsion, et les incessantes incursions barbaresques dès le XIVe siècle.
Au début du XIe siècle le nord de la Corse est libéré du joug sarrasin par la coalition pisano-génoise. En 1077, Grégoire VII confie l'administration de la Corse à l'évêque de Pise. L'île comptait alors 6 diocèses : Aléria, Sagone, Ajaccio, Mariana, Accia et Nebbio.

De cette période subsistent les vestiges de l'ancienne chapelle San-Quilico datée du XIe siècle, qui pourrait être l'église principale de la pieve.
En 1092, le pape Urbain II nomme archevêque Daibertus, évêque de Pise, qui devient métropolitain-suzerain des 6 diocèses corses.
En 1123, sollicité par les Génois, le pape Innocent II élève à la dignité archiépiscopale dans l'église de Gênes, 3 évêques en Corse : Mariana, Accia et Nebbio.

« Dans le diocèse de Nebbio, on rencontre des membres du clergé séculier appelés indifféremment presbiteri et cappellani dès la première moitié du XIIe siècle. Ils sont attachés à une église en relation avec un territoire, mais qui n'est pas une piève. Ainsi, [...] en 1134 sont mentionnés ceux de Rapale, Farinole, Oletta... Cette cappella, qui est à la fois un édifice de culte et une circonscription religieuse, pourrait se superposer à une vieille structure territoriale, dénommée ""loci et fines"", qui, après la réforme grégorienne, ou plus exactement après la réorganisation du territoire ecclésiastique insulaire, acquièrent un nouveau statut  Elle ne sera qualifiée de paroisse qu'au siècle suivant mais en possède déjà toutes les caractéristiques. Le terme parrochia n'est, en effet, mentionné qu'à partir de 1284. »

— Daniel Istria : Pouvoirs et fortifications dans le nord de la Corse : du XIe siècle au XIVe siècle, p. 107
Sur le livre de taglie de 1454, les hameaux d'Oletta y sont regroupés et cités après ceux de Rosolo, sous le nom de Sant' Andrea et San Cervone d'Oletta.

### Temps modernes
En 1769, la Corse passe sous administration militaire française. Les pievi d'Oletta et d'Olmetta prennent le nom de pieve de Tuda.
Après la cession de la Corse à la France, en 1789 l'île passe sous la souveraineté du royaume de France. La pieve de Tuda devient en 1793 le canton de Tuda, qui devient en 1828 le canton d'Oletta.

## La pieve religieuse

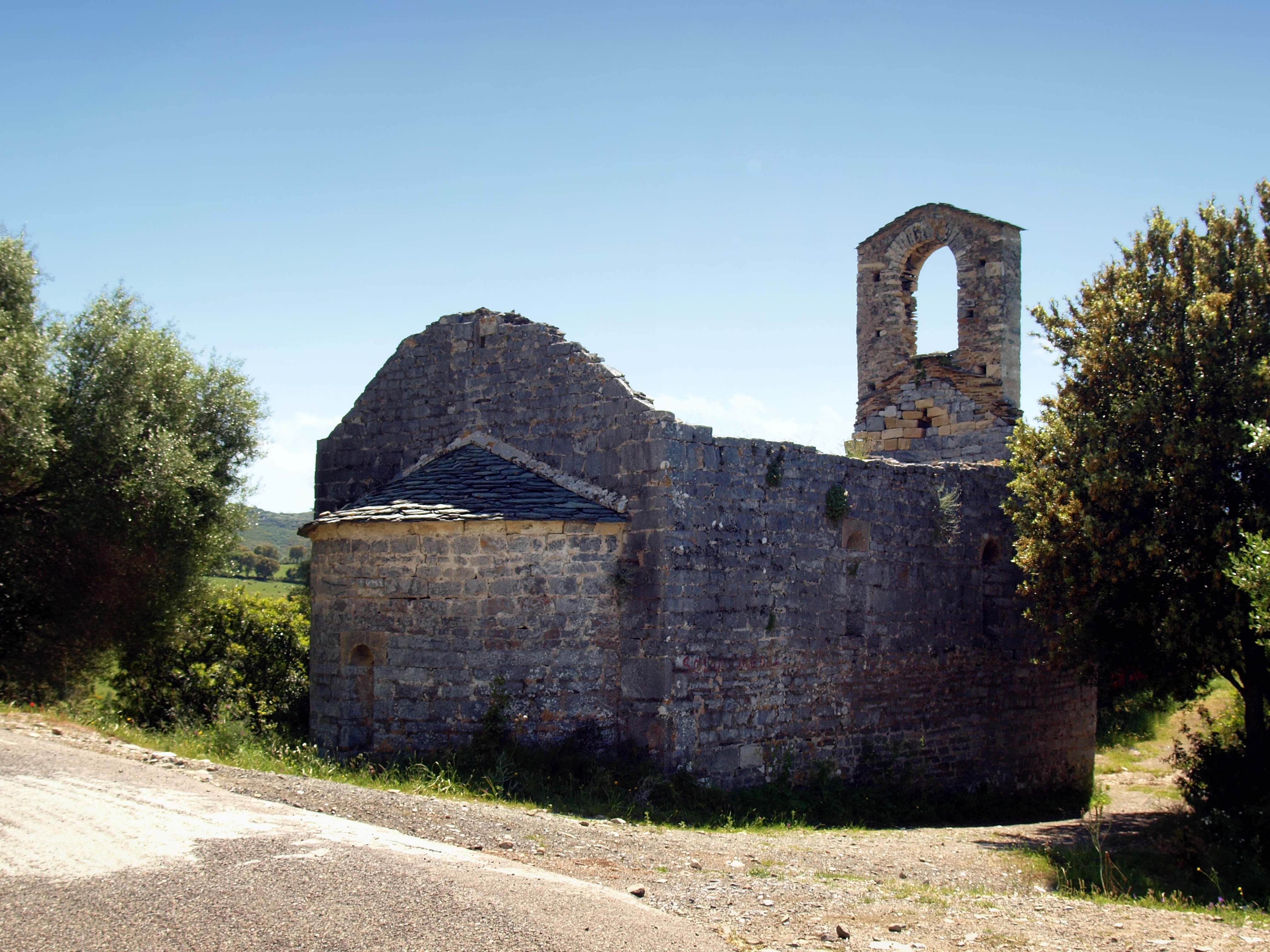
Chevet de la chapelle San Quilico

Oletta relevait de l'autorité épiscopale du diocèse du Nebbio dont la cathédrale se trouve à proximité de Saint-Florent. Nebbio fut abandonné par les évêques qui s'installent à Fornacce (aujourd'hui hameau de San-Gavino-di-Tenda). Le diocèse est supprimé en 1790 par l'Assemblée constituante, au profit d'un diocèse corse unique situé à Bastia, il sera officiellement incorporé par le pape au diocèse d'Ajaccio dans le cadre du Concordat de 1801.